# Prusias II av Bithynien
Prusias II av Bithynien, död 149 f. Kr., var regerande kung av Bithynien mellan 182 f. Kr. - 149 f. Kr.